# ونکه فوس
ونکه فوس (نروژی: Wenche Foss؛ ‏ ۵ دسامبر ۱۹۱۷ – ۲۸ مارس ۲۰۱۱) هنرپیشه اهل نروژ بود. وی بین سال‌های ۱۹۳۵ تا ۲۰۱۱ میلادی فعالیت می‌کرد.
از فیلم‌هایی که وی در آن نقش داشته‌است، می‌توان به صحنه یک ازدواج و من دینا هستم اشاره کرد.